# São João (Lajes do Pico)
São João is een plaats (freguesia) in de Portugese gemeente Lajes do Pico en telt 486 inwoners (2001). De plaats ligt op het eiland Pico, onderdeel van de Azoren.